# Manuel de Abreu
Manuel Dias de Abreu (São Paulo, 4 de gener de 1894 - Rio de Janeiro, 30 de gener de 1962), a vegades escrit Manoel, va ser un metge, investigador i inventor brasiler, creador de la fotofluorografia de pit o abreugrafia l'any 1936. Va ser un dels candidats a rebre el Premi Nobel de Medicina o Fisiologia de 1946, 1951 i 1953.
El doctor Abreu, fumador, va morir d'un càncer de pulmó. És considerat un dels científics més prominents del seu país, a l'alçada de Carlos Chagas, Vital Brazil i Oswaldo Cruz.

## Primers anys de carrera
Abreu va néixer a São Paulo, Brasil, fill del portugués Júlio Antunes de Abreu i la brasilera Mercedes Dias de Abreu.

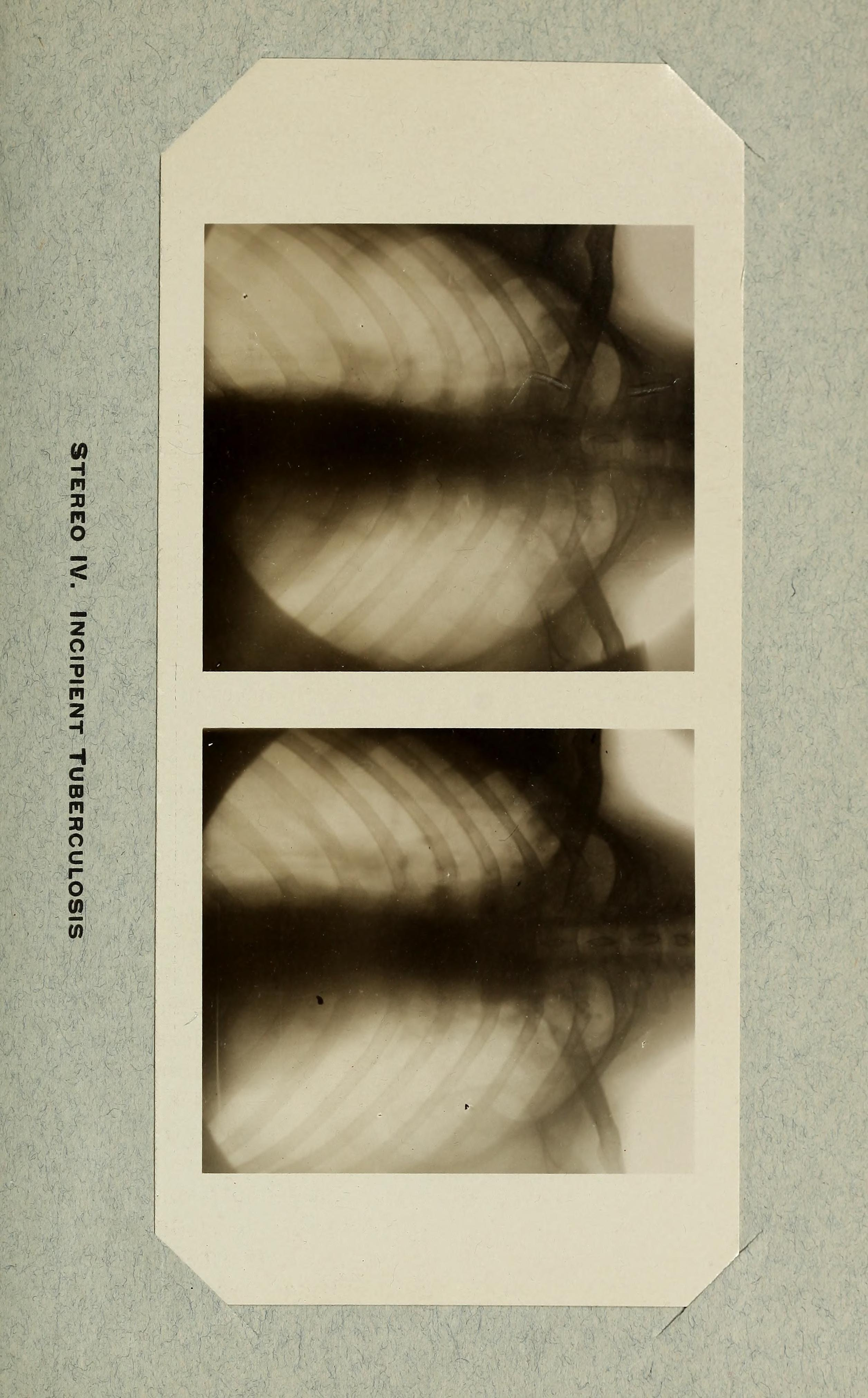
Sistema primitiu de plaques pel radiodiagnòstic de malalties pulmonars (1909).

Va obtenir el seu doctorat en medicina en la Universitat Federal de Rio de Janeiro el 1914. A continuació, va viatjar a França, on va treballar al Nou Hospital de la Pitié-Salpêtrière en la capital. Va ser encarregat de realitzar les fotografies de mostres de patologies quirúrgiques. Va guanyar experiència i va aprendre a desenvolupar i millorar nous dispositius i mètodes per aquest fi.
El 1916 va passar a treballar a l'Hôtel-Dieu de París, on va tenir el seu primer contacte amb la radiografia mèdica, que havia desenvolupat l'alemany Wilhelm Röntgen vint anys enrere. Va arribar a ser cap del departament de radiologia. Fou llavors quan va començar a treballar amb fotofluorografies - registres fotogràfics de les imatges captades per fluoroscopis. Va percebre que l'immens valor diagnòstic en casos de tuberculosi i altres malalties pulmonars i el 1918 va iniciar els seus estudis en aquest camp, aquest cop a l'Hospital Laennec, també a París.
La seva primera contribució remarcable en l'estudi radiogràfic dels teixits tous fou el desenvolupament d'una nova tècnica de densitometria per raig x. El 1921 va publicar el seu treball pioner sobre la interpretació radiològica de les afectacions pulmonars en pacients amb tuberculosi pleuropulmonar.
El 1922, Abreu va retornar a Rio de Janeiro, per encapçalar el departament de radiologia del servei federal de salut per a la profilaxi de la tuberculosi. La ciutat, en aquells moments, patia d'una greu epidèmia de tuberculosi. Va intensificar la recerca mèdica en radiografia toràcica, amb el propòsit d'avançar en el diagnòstic precoç de lesions tuberculars; però, els resultats inicials van resultar decebedors, degut a la baixa qualitat de les imatges fluoroscòpiques d'aquells temps.

## Abreugrafia

### Desenvolupament
Fruit de les millores dels aparells i tècniques fluoroscòpiques i fotogràfiques, l'any 1935 va reprendre els seus experiments a l'antic Hospital Alemany de Rio de Janeiro, on va concebre un mètode barat i ràpid per prendre petites (5 a 10 cm).plaques fotogràfiques de pulmons, en un sol rotllo de pel·lícula, que es va convertir en una eina estàndard per a un fàcil diagnòstic de la tuberculosi durant moltes dècades, amb el corresponent impacte en la seva profilaxi i cura.
Les idees d'Abreu per a un nou aparell de radiografia de cribratge massiu es van fer realitat gràcies a la construcció d'un primer dispositiu per part de la Casa Lohner, representant de Siemens a Rio de Janeiro. El primer servei de Cens Toràcic es va establir l'any 1937. Els primers resultats van indicar la utilitat de l'abreugrafia: el cribratge de 758 individus asimptomàtics i aparentment sans, va revelar que 44 d'ells ja tenien lesions pulmonars causades per la tuberculosi, la qual cosa va permetre un tractament precoç i millorar-ne la supervivència.

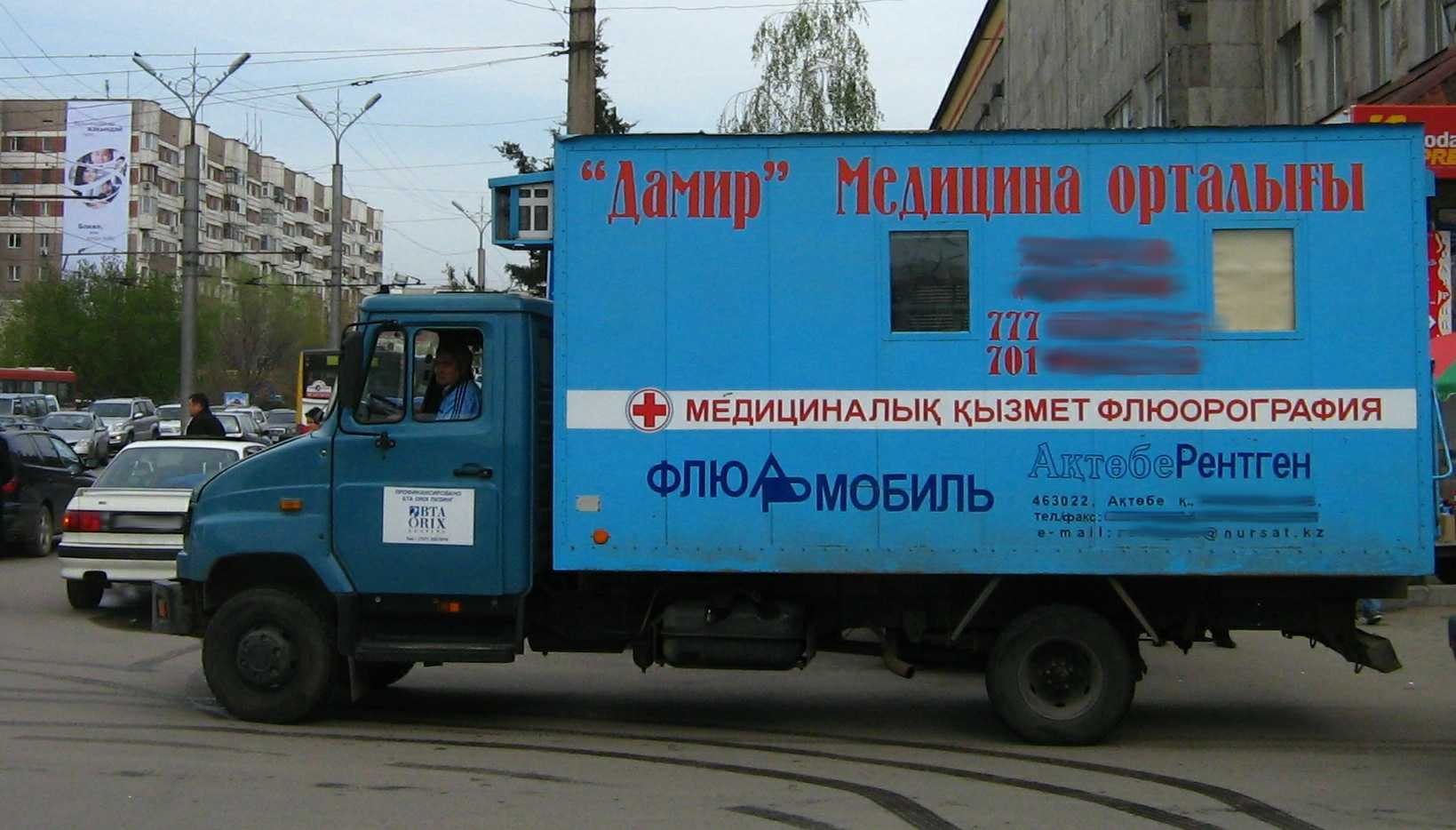
Unitat mòbil per la realització de fotofluorografies.

També es van crear unitats mòbils, i aviat l'abreugrafia es va convertir en un examen obligatori per a qualsevol que sol·licités una plaça de funcionari o de mestre d'una escola pública al Brasil. A finals de la dècada del 1940, el doctor Manuel de Abreu va poder presentar el primer impacte positiu del cribratge massiu en la mortalitat per tuberculosi.

### Nom
L'invent va fer-se públic el 1936. L'any 1939, durant el I Congrés Nacional de Tuberculosi, la Societat de Medicina i Cirurgia de Rio de Janeiro va decidir batejar-lo amb el nom d'abreugrafia en el seu honor.
Va rebre diversos noms, segons el país on es va adoptar: radiografia massiva, radiografia toràcica en miniatura (Noruega, Regne Unit i Estats Units), roentgenfluorografia (Alemanya), radiofotografia (França) o schermografia (Itàlia). No obstant la seva difusió i utilitat, l'abreugrafia no es va utilitzar en altres països amb tanta freqüència com al Brasil i alguns altres països d'Amèrica Llatina.

### Desús
L'abreugrafia es va suspendre com a eina de cribratge obligatòria al Brasil a partir dels anys setanta, després que el tractament amb antibiòtics i els programes de salut pública reduïssin considerablement la incidència de la malaltia. A més, a mitjans del segle xx es va perdre la por a l'ús diagnòstic de raigs X, especialment en nens i dones embarassades. L'Organització Mundial de la Salut va recomanar la seva interrupció i el servei de salut brasiler va deixar d'oferir-lo el 1999.
Avui en dia, però, l'abreugrafia segueix sent emprada en determinats sectors de la població, com ara entre la població reclusa o els immigrants que acaben d'arribar des de països amb forta presència de la tuberculosi.

## Altres avenços
Abreu va ser un dels primers radiografistes en desenvolupar mètodes quantitatius per avaluar l'àrea de les estructures anatòmiques internes i utilitzar-la en el diagnòstic mèdic, enfocament que va utilitzar per quantificar imatges del mediastí, i que va anomenar radiogeometria. Les seves idees van ser recollides i publicades l'any 1928 al seu llibre Essai sur une nouvelle Radiologie Vasculaire.

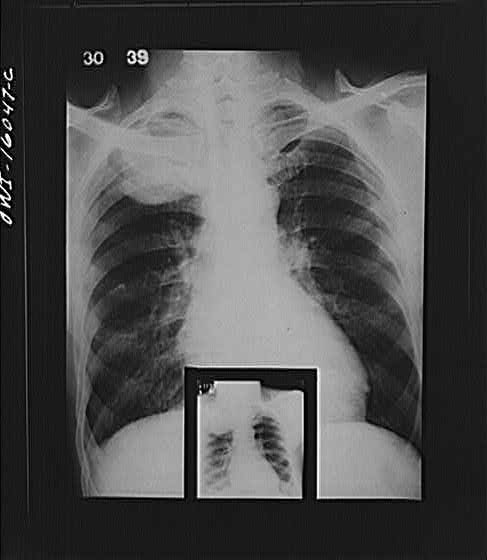
Pacient diagnosticat de tuberculosi (1939).

A més, Abreu va ser fonamental en el desenvolupament de noves tècniques per a la tomografia plana de raigs X del tòrax mitjançant l'exposició simultània de diverses pel·lícules, així com l'ús del rentat traqueobrònquic com a tècnica per a la detecció precisa de bacils de Koch en individus infectats.

## Reconeixements
Manuel Dias de Abreu va impartir conferències en el camp de la radiologia mèdica en innombrables institucions científiques brasileres i estrangeres i va ser membre de les organitzacions mèdiques més importants del món. Va ser nomenat Cavaller de la Legió d'Honor francesa (1918) i diversos altres premis científics, entre ells la Medalla d'Or de l'American College of Chest Physicians de 1950.
La importància de l'abreugrafia es va destacar amb la creació de la Societat Brasilera d'Abreugrafia, el 1957 i la publicació de la Revista Brasileira d'Abreugrafia. L'any 1958, el president Juscelino Kubitschek va decretar el 4 de gener (aniversari d'Abreu), el Dia Nacional de l'Abreugrafia.
A més de diversos llibres de medicina, Abreu va publicar també dues obres poètiques: Substâncias, que va ser il·lustrada pel famós pintor brasiler Emiliano Di Cavalcanti i Poemas sem Realidade, on també va fer d'il·lustrador.